# Bugarret
El Bugarret o Pic de Bugarret és una muntanya de 3031 m d'altitud, amb una prominència de 36 m, que es troba al massís de Nhèuvièlha, al departament dels Alts Pirineus (França). La primera ascensió la van realitzar Henri Brulle, Célestin Passet i François Bernat-Salles el 13 d'agost de 1890.